# Englynion y Clyweid
Englynion y Clyweid [eŋ'lənjon ɘ 'klɘʼʊeid], auch Englynion y Clyweit oder Englynion y Clywaid („Die Sprüche der Weisen“), ist eine Sammlung von Gedichten aus Wales in kymrischer Sprache.  Diese Sammlung wurde wahrscheinlich in der Zeit zwischen dem 10. bis frühen 13. Jahrhundert angelegt. Für den letzteren Termin spricht sich neben anderen auch Ifor Williams aus. Eine Handschrift mit dem ältesten bekannten Text ist im Red Book of Talgarth (um 1400) enthalten. Das Gedicht besteht aus 73 Strophen mit Sprichwörtern, die walisischen Sagengestalten, historischen Personen und Heiligen in den Mund gelegt werden.

## Beispiele
Hast thou heard what Geraint sang,

The son of Erbin just and skilful?

Short-lived is the hater of the saints.

(„Kurzlebig ist der Neid an den Heiligen“)

Hast thou heard what Gwrhyr Gwalstawt sang,

He who was perfect in all languages?

Who practices deceit will be deceived.

(„Wer betrügt, wird betrogen werden.“)

Hast thou heard what Avaon sang,

The son of Taliesin, of the recording verse?

The cheek will not conceal the anguish of the heart.

(„Frechheit täuscht nicht über Herzensangst hinweg“)
Spruchgedichte sind unter anderem von Llywarch Hen, Urien Rheged, Gwenddoleu, Culhwch und Drystan fab Tallwch enthalten. 

## Englyn
Englyn ['enŋlin] wird die älteste bekannte Strophenform in der kymrischen Poesie genannt. Wahrscheinlich war sie bereits zwischen dem 8. und 9. Jahrhundert im Gebrauch und wird auch heute noch immer verwendet. Es kommt vor, dass ein Gedicht lediglich aus einem einzigen Englyn besteht. Der Aufbau eines Englyns ist gekennzeichnet durch drei bis vier Verszeilen, die sich durch Alliteration und Endreim auszeichnen.
A glyweist-di a gant Cynfarch?

'Bid dy ysgwydd ar dy farch;

A'r ni'th barcho di na pharch'. (12. englyn)

- („Und du sollst den Nichtfreien nicht achten“)